# Хельмонзёдт
Хельмонзёдт (нем. Hellmonsödt) — ярмарочная коммуна (нем. Marktgemeinde) в Австрии, в федеральной земле Верхняя Австрия.
Входит в состав округа Урфар. Население составляет 2111 человек (на 31 декабря 2005 года). Занимает площадь 18 км². Официальный код — 41 611.

## Политическая ситуация
Бургомистр коммуны — Антон Шварц (АНП) по результатам выборов 2003 года.
Совет представителей коммуны (нем. Gemeinderat) состоит из 25 мест.
- АНП занимает 14 мест.
- СДПА занимает 9 мест.
- АПС занимает 2 места.